# Pilar del General
Pilar del General és una obra de Lleida protegida com a bé cultural d'interès local.

## Descripció
Punt on es fixaven els requeriments de la Generalitat. Posteriorment també s'hi fixaren documents reials i del municipi.

## Història
La representació escultòrica de l'àngel porta la data 1759. Modernament se li ha fixat una placa on diu: "Lo pilà del General. Renacimiento - Siglo XVI (Alterado en els siglo XVIII) - Pilastra utilizada hasta 1707 para fijar bandos o edictos de la Paheria y la Diputación del General de Cataluña. También para Exponer a la Vindicta Pública los reos del Tribunal del cort o Vegué Real.